# Horst Naudé
Horst Rudolf Hans Georg Naudé (* 5. September 1895 in Charlottenburg bei Berlin; † 19. August 1983 in Bad Neuenahr-Ahrweiler) war ein deutscher Verwaltungsjurist und Landrat.

## Leben
Naudé erhielt eine juristische Ausbildung und war Kriegsteilnehmer im Ersten Weltkrieg. Ab 1920 war er als Gerichtsreferendar tätig. 1929 wurde er zum Regierungsrat ernannt. 1929/30 trat er der Deutschen Volkspartei (DVP) bei. Naudé trat zum 1. Mai 1933 in die NSDAP ein (Mitgliedsnummer 1.774.979). 1933 wurde er zum kommissarischen Landrat im Kreis Fischhausen ernannt. 1934 bis 1939 wirkte er als Landrat im Landkreis Quedlinburg.
1939 wurde Naudé als Ministerialrat zum Reichsprotektor in Böhmen und Mähren versetzt. Dort wirkte Oberlandrat Naudé als Leiter der Dienststelle Mähren des Reichsprotektors in Brünn. Seit 1941 war er Vizepräsident des Landes Böhmen. Von 1945 bis 1947 war er in US-amerikanischer Gefangenschaft festgehalten.

## Werke
- Erlebnisse und Erkenntnisse. Als politischer Beamter im Protektorat Böhmen und Mähren 1939–1945, München, 1975.